# 聚源镇
聚源镇，是中华人民共和国四川省成都市都江堰市下辖的一个乡镇级行政单位。2019年12月，撤销崇义镇，将其所属行政区域划归聚源镇管辖，聚源镇人民政府驻鑫苑街二巷60号。

## 行政区划
聚源镇下辖以下地区：
聚兴社区、导江社区村、羊桥社区村、金鸡社区村、普星社区村、五龙社区村、泉水社区村、迎祥社区村、三坝社区村、龙泉社区村和大合社区村。